# Motya pallida
Motya pallida är en fjärilsart som beskrevs av Heinrich Benno Möschler 1886. Motya pallida ingår i släktet Motya och familjen trågspinnare. Inga underarter finns listade i Catalogue of Life.